# 214 Ašera
214 Ašerá (mednarodno ime 214 Aschera) je asteroid tipa E v glavnem asteroidnem pasu. 

## Odkritje
Asteroid je odkril avstrijski astronom Johann Palisa 29. februarja 1880 v Pulju . Imenuje se po Ašeri, boginji iz Sidona.

## Lastnosti
Asteroid Ašera obkroži Sonce v 4,22 letih. Njegova tirnica ima izsrednost 0,03 nagnjena pa je za 3,433° proti ekliptiki. Njegov premer je 23,16 km, okoli svoje osi se zavrti v 6,835 h .